# Hanna Hatsko-Fedusova
Hanna Hatsko-Fedusova (née le 3 octobre 1990) est une athlète ukrainienne, spécialiste du lancer du javelot.

## Biographie
Avec l’équipe d’Ukraine, elle remporte la médaille d’or par équipes lors de la finale des Jeux européens de 2019, en étant classée 4e de l’épreuve individuelle du javelot.

## Palmarès
| Date | Compétition                          | Lieu      | Résultat | Marque  |
| ---- | ------------------------------------ | --------- | -------- | ------- |
| 2011 | Coupe d'Europe hivernale des lancers | Sofia     | 1re      | 58,35 m |
| 2014 | Championnats d'Europe par équipes    | Brunswick | 2e       | 63,01 m |
| 2017 | Championnats d'Europe par équipes    | Lille     | 6e       | 56,02 m |

## Records
| Épreuve           | Performance | Lieu       | Date            |
| ----------------- | ----------- | ---------- | --------------- |
| Lancer du javelot | 67,29 m     | Kirovohrad | 26 juillet 2014 |